# Aiguabarreig Siurana-Ebre
L'aiguabarreig del riu Siurana amb l'Ebre presenta unes terrasses fluvials importants formades per materials grollers. La superfície de l'Ebre crea un nivell base que permet l'existència d'un aqüífer d'acompanyament en aquestes terrasses, el qual regula el nivell del riu Siurana drenant quan el nivell davalla. Així doncs, l'aigua d'aquesta zona prové majoritàriament de l'escolament superficial en època de pluja i en menys mesura de les poques aportacions del riu Siurana, el qual és regulat aigües amunt pels pantans de Siurana i Cavaloca, aquest darrer al riu Montsant, afluent del Siurana.

## Fauna i flora
El tram final del Siurana és força ample i gairebé sempre es troba inundat. Diversos hidròfits com Ceratophyllum sp. I poblaments de llenties d'aigua (Lemna sp.) cobreixen bona part de la seva extensió. La vegetació dels marges està formada per canyissar i arbres de ribera més o menys aïllats. Més allunyat de l'aigua, el bosc de ribera està més ben constituït i s'hi localitzen espècies com el tamariu (Tamarix sp.), el freixe (Fraxinus angustifolia), el salze (Salix sp.) (hàbitats d'interès comunitari; codis 92A0 i 925D0). A part dels hàbitats d'interès comunitari mencionats anteriorment, també s'hi poden trobar gespes nitròfiles del PaspaloAgrostidion pròpies de rius mediterranis intermitents (codi 3290); herbassars nitròfils del Chenopodion rubri (p.p.) i del Bidention (p.p.), que colonitzen rius amb vores llotoses (codi 3270); així com presència de Glaucion flavi (codi 3250).
Pel que fa a la fauna, a la zona hi ha espècies de peixos de tant interès com la madrilla (Chondrostoma toxostoma), la rabosa de riu (Blennius fluviatilis) o el gobi (Gobio gobio). Tanmateix, hi ha un munt d'espècies exòtiques (Esox lucius, Silurus glanius, etc.) que poden posar en perill la ictiofauna autòctona. Els boscos de ribera suposen un dormidor important per als ardèids. Per acabar, cal fer esment de la presència ocasional de la llúdriga (Lutra lutra), que si bé no cria aquí, hi és atreta per l'abundància de peixos.

## Protecció
La pesca i l'expansió dels conreus adjacents en detriment de la vegetació dels riberals són els principals impactes negatius per a la conservació de l'espai. L'aiguabarreig del riu Siurana amb l'Ebre es troba inclòs a dos espais de la Xarxa Natura 2000. D'una banda el seu extrem més oriental pertany a l'espai ES5140015 "Riu Siurana i planes del Priorat" i, d'altra banda, el seu extrem més occidental pertany a l'espai ES5140017 "Serra de Montsant-Pas de l'Ase".